# 罗进
罗进（1976年—），陕西城固人，汉族，中华人民共和国政治人物、第十二届全国人民代表大会江苏地区代表。
毕业于第四军医大学生物化学与分子生物学专业，加入中国农工民主党。2013年，被选为全国人大代表。